# Kalleh Bast
Kalleh Bast (persiska: كله بست, كَلِه بَست) är en ort i Iran.   Den ligger i provinsen Mazandaran, i den norra delen av landet, 150 km nordost om huvudstaden Teheran. Antalet invånare är 3 543.
Terrängen runt Kalleh Bast är mycket platt, och sluttar norrut. Runt Kalleh Bast är det tätbefolkat, med 286 invånare per kvadratkilometer. Närmaste större samhälle är Babol, 11,0 km söder om Kalleh Bast. Trakten runt Kalleh Bast består till största delen av jordbruksmark.